# Алтайський район (Казахстан)
Алта́йський район (каз. Алтай ауданы, рос. Алтайский район) — адміністративна одиниця у складі Східноказахстанської області Казахстану. Адміністративний центр — місто Алтай.

## Населення
Населення — 62393 особи (2021; 77672 у 2009, 93727 у 1999, 111860 у 1989).

## Історія
До 28 грудня 2018 року район називався Зиряновським.

## Склад
До складу району входять 9 сільських округів, 2 міські та 4 селищні адміністрації:
| Поселення                                | Площа, км² | Населення, осіб (1989) | Населення, осіб (1999) | Населення, осіб (2009) | Населення, осіб (2021) | Центр         | Населені пункти |
| ---------------------------------------- | ---------- | ---------------------- | ---------------------- | ---------------------- | ---------------------- | ------------- | --------------- |
| Алтайська міська адміністрація           | -          | 53325                  | 44370                  | 39829                  | 36727                  | Алтай         | 2               |
| Серебрянська міська адміністрація        | -          | 14079                  | 11903                  | 10129                  | 7284                   | Серебрянськ   | 1               |
| Зубовська селищна адміністрація          | -          | 3127                   | 2622                   | 2318                   | 1474                   | Зубовка       | 1               |
| Ново-Бухтарминська селищна адміністрація | -          | 7887                   | 7083                   | 5823                   | 4674                   | Нова Бухтарма | 3               |
| Октябрська селищна адміністрація         | -          | 2906                   | 2578                   | 2116                   | 1917                   | Октябрський   | 4               |
| Прибережна селищна адміністрація         | -          | 2248                   | 1520                   | 988                    | 697                    | Прибережний   | 2               |
| Малеєвський сільський округ              | -          | 7408                   | 5330                   | 3392                   | 1967                   | Малеєвськ     | 5               |
| Нікольський сільський округ              | -          | 2573                   | 2293                   | 1581                   | 869                    | Нікольськ     | 4               |
| Паригінський сільський округ             | -          | 4246                   | 3117                   | 2072                   | 1161                   | Паригіно      | 3               |
| Полянський сільський округ               | -          | 2099                   | 1851                   | 1345                   | 886                    | Полянське     | 3               |
| Сєверний сільський округ                 | -          | 1487                   | 1075                   | 657                    | 477                    | Феклістовка   | 3               |
| Соловйовський сільський округ            | -          | 3793                   | 3705                   | 2760                   | 1356                   | Соловйово     | 5               |
| Средигорненський сільський округ         | -          | 2032                   | 1966                   | 1502                   | 885                    | Средигорне    | 4               |
| Тургусунський сільський округ            | -          | 1708                   | 1677                   | 1256                   | 972                    | Тургусун      | 1               |
| Чапаєвський сільський округ              | -          | 2942                   | 2689                   | 1904                   | 1047                   | Чапаєво       | 6               |

## Найбільші населені пункти
Населені пункти з чисельністю населення понад 1000 осіб:
| № | Населений пункт | Населення, осіб (1989) | Населення, осіб (1999) | Населення, осіб (2009) | Населення, осіб (2021) |
| - | --------------- | ---------------------- | ---------------------- | ---------------------- | ---------------------- |
| 1 | Алтай           | 52838                  | 43894                  | 39320                  | 36360                  |
| 2 | Серебрянськ     | 14079                  | 11903                  | 10129                  | 7284                   |
| 3 | Нова Бухтарма   | 6662                   | 6270                   | 5591                   | 4490                   |
| 4 | Октябрський     | 2281                   | 2045                   | 1797                   | 1675                   |
| 5 | Зубовка         | 3127                   | 2622                   | 2318                   | 1474                   |
| 6 | Малеєвськ       | 3758                   | 2799                   | 1807                   | 1100                   |